# Ravna (Knjaževac)
Pour les articles homonymes, voir Ravna.
Ravna (en serbe cyrillique : Равна) est un village de Serbie situé dans la municipalité de Knjaževac, district de Zaječar. Au recensement de 2011, il comptait 167 habitants.

## Démographie

### Évolution historique de la population
| 1948 | 1953 | 1961 | 1971 | 1981 | 1991 | 2002 | 2011 |
| ---- | ---- | ---- | ---- | ---- | ---- | ---- | ---- |
| 717  | 717  | 694  | 594  | 440  | 334  | 252  | 167  |

|  |